# ジョン・ウィンスロップ (天文学者)

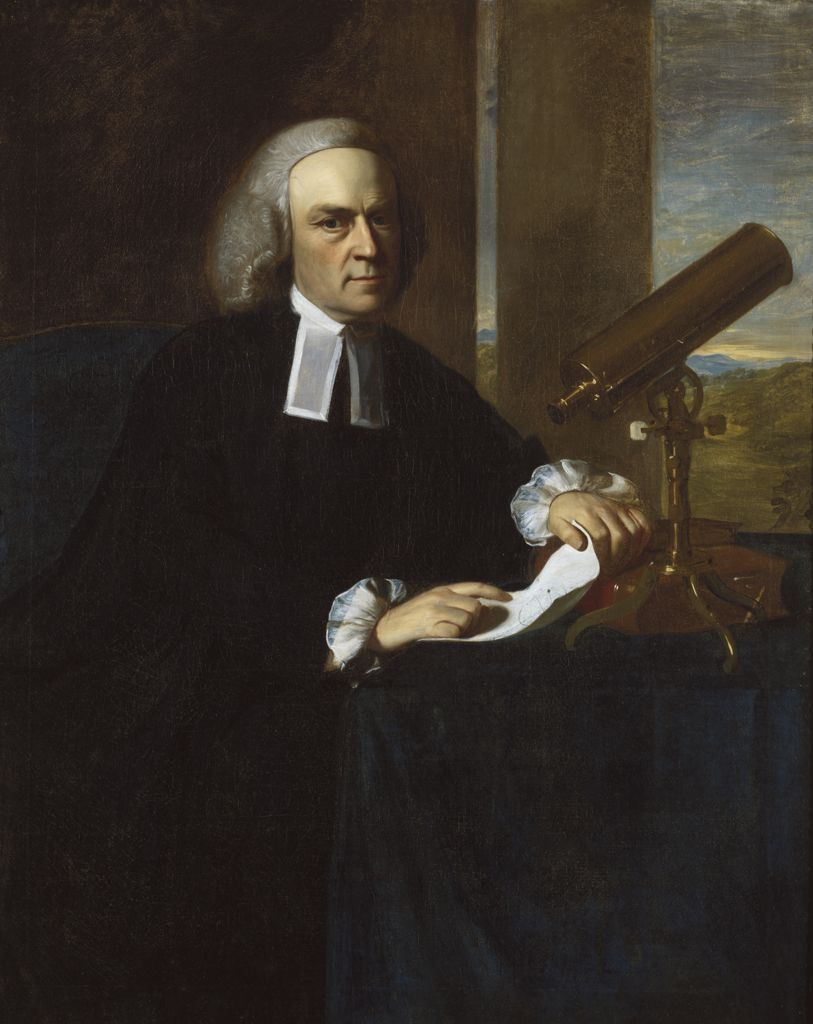
John Winthrop

ジョン・ウィンスロップ (John Winthrop, 1714年12月19日 - 1779年5月3日) は、アメリカ合衆国の天文学者・地震学者である。先祖に、マサチューセッツ湾植民地の創設者である同名のジョン・ウィンスロップがいる。ハーバード大学の数学と自然科学の2代目のホリス教授職を務めた。
マサチューセッツ州ボストンに生まれた。ハーバード大学を1732年に卒業し、1738年から没するまでハーバードの教授を務めた。18世紀の当時ヨーロッパに比べて遅れていたニュー・イングランドの科学の発展に寄与したひとりで、ベンジャミン・フランクリンやランフォード伯爵に科学に対する興味をもたせた人物であると思われる。王立協会のメンバーと常に交流を持ち、ヨーロッパで評価を得た最初のアメリカの知識人の一人である。1766年には王立協会のフェローに選出されている。1755年のリスボン大地震の科学的な説明を行った著書などで知られる。1740年と1761年に水星の日面通過の観測を行った。カナダのノバスコシア州での金星の日面通過の観測隊をひきい、これはアメリカ合衆国で最初の国外への科学観測隊であったと思われる。
ハーバード大学の学長代行を1769年からと1773年から務めたが、年齢的な理由で学長になることは辞退した。

## 著書
- Lecture on Earthquakes (1755)
- Answer to Mr. Prince's Letter on Earthquakes (1756)
- Account of Some Fiery Meteors (1755)
- Two Lectures on the Parallax (1769)